# CC-211
La voie rapide CC-211 est une autoroute urbaine qui pénètre Cáceres par l'ouest en venant de Badajoz.
Elle double la N-521 jusqu'au centre-ville
D'une longueur de 10 km, elle relie l'A-66 au centre-ville (N-521)

## Tracé
- Elle se déconnecte de l'A-66 par un giratoire au-dessus de l'autoroute et se terminer sur la Route de Valencia de Alcantara

## Sorties
| Numéro de la sortie | Nom de la sortie                                                                     | Bifurcation |
| ------------------- | ------------------------------------------------------------------------------------ | ----------- |
|                     | Salamanque - Leon Badajoz - Mérida - Séville                                         | A-66        |
|                     | Carrefour Cáceres - Urbanisation Doctor José Gil                                     |             |
|                     | Cáceres Nord - Trujillo A-58 Cáceres Centre - Cáceres-Avenida de La Ruta de la Plata | N-521 N-630 |

### Référence
- Nomenclature